# Damernas sprintstafett i längdskidåkning vid olympiska vinterspelen 2010
Damernas sprintstafett i de olympiska vinterspelen 2010 hölls vid Whistler Olympic Park i Whistler, British Columbia den 22 februari 2010.

## Medaljörer
| Spel          | Guld                                            | Silver                            | Brons                                       |
| Sprintstafett | Tyskland Evi Sachenbacher-Stehle Claudia Nystad | Sverige Charlotte Kalla Anna Haag | Ryssland Irina Chazova Natalia Korosteljeva |

## Resultat

### Semifinaler
| Rank | Omgång | Land      | Tävlande                                  | Tid     | Not               |
| ---- | ------ | --------- | ----------------------------------------- | ------- | ----------------- |
| 1    | 1      | Frankrike | Karine Laurent Philippot Laure Barthelemy | 18.42,2 | Vidare till final |
| 2    | 1      | Italien   | Magda Genuin Arianna Follis               | 18.43,0 | Vidare till final |
| 3    | 1      | Tyskland  | Evi Sachenbacher-Stehle Claudia Nystad    | 18.43,5 | Vidare till final |
| 4    | 1      | Polen     | Kornelia Marek Sylwia Jaśkowiec           | 18.44,1 | Vidare på tid     |
| 5    | 1      | Ryssland  | Irina Chazova Natalia Korosteljeva        | 18.48,0 | Vidare på tid     |
| 6    | 1      | Finland   | Riitta-Liisa Roponen Riikka Sarasoja      | 18.53,8 | Vidare på tid     |
| 7    | 1      | Japan     | Nobuko Fukuda Madoka Natsumi              | 19.51,7 |                   |
| 8    | 1      | Ukraina   | Katerina Grigorenko Marina Antsibor       | 19.55,6 |                   |
| 9    | 1      | Schweiz   | Bettina Gruber Silvana Bucher             | 20.04,6 |                   |
| 1    | 2      | Sverige   | Charlotte Kalla Anna Haag                 | 18.35,9 | Vidare till final |
| 2    | 2      | Norge     | Astrid Jacobsen Celine Brun-Lie           | 18.47,2 | Vidare till final |
| 3    | 2      | USA       | Caitlin Compton Kikkan Randall            | 18.48,9 | Vidare till final |
| 4    | 2      | Kanada    | Daria Gaiazova Sara Renner                | 18.54,9 | Vidare på tid     |
| 5    | 2      | Slovenien | Katja Visnar Vesna Fabjan                 | 18.58,9 |                   |
| 6    | 2      | Kazakstan | Oxana Jatskaja Jelena Kolomina            | 19.33,6 |                   |
| 7    | 2      | Belarus   | Jekaterina Rudakova Olga Vasiljonok       | 19.52,3 |                   |
| 8    | 2      | Estland   | Triin Ojaste Kaija Udras                  | 20.02,2 |                   |
| 9    | 2      | Kina      | Man Dandan Li Hongxue                     | 20.02,7 |                   |

### Final
| Rank | Land      | Tävlande                                  | Tid     |
| ---- | --------- | ----------------------------------------- | ------- |
| 1    | Tyskland  | Evi Sachenbacher-Stehle Claudia Nystad    | 18.03,7 |
| 2    | Sverige   | Charlotte Kalla Anna Haag                 | 18.04,3 |
| 3    | Ryssland  | Irina Chazova Natalia Korosteljeva        | 18.07,7 |
| 4    | Italien   | Magda Genuin Arianna Follis               | 18.14,2 |
| 5    | Norge     | Astrid Jacobsen Celine Brun-Lie           | 18.32,8 |
| 6    | USA       | Caitlin Compton Kikkan Randall            | 18.51,6 |
| 7    | Kanada    | Daria Gaiazova Sara Renner                | 18.51,8 |
| 8    | Finland   | Riitta-Liisa Roponen Riikka Sarasoja      | 18.56,6 |
| 9    | Polen     | Kornelia Marek Sylwia Jaśkowiec           | 18.59,1 |
| 10   | Frankrike | Karine Laurent Philippot Laure Barthelemy | 19.04,2 |